# 총회
총회(總會, general assembly)란 구성된 사람이나 기관이나 단체나 교회 등이 전체적으로 모이는 회의를 의미한다. 총회는 기독교에서는 주로 지교회 최상회 모임을 말한다. 개신교는 노회와 총회의 모임을 가지는데 노회는 각 교회의 문제를 다루고 총회는 모든 전체 교회와 각 노회들의 문제들을 논의하고 의결하는 최고기구이다. 대한성공회에서는 전국의회라고 부른다.

## 구약
구약성경에서는 주로 ‘하나님께서 택하신 백성’(민 16:2; 시 89:7), ‘이스라엘 백성’(민 10:2-3), ‘이스라엘 나라’(삿 20:2; 대하 30:23) 등을 말할 때 총회라고 사용하였다.

## 신약
신약성경에서는 문자적 이스라엘은 없지만 예수 그리스도를 믿는 영적인 백성으로서  ‘하나님의 교회 전체’(히 12:23), 혹은 ‘민회’(행 19:32-41)나 ‘회당’(약 2:2)을 가리킨다.

## 어원
히브리어로 '에다'라는 단어는‘정하다’, ‘모이다.’ ‘무리’, ‘집회’, 특히 ‘이스라엘 전체 모임’을 뜻한다(민 16:2). 히브리어 카할 동사로 사용될때는‘함께 모으다’는 뜻인데, 하나님의 선민인 이스라엘 공동체를 말한다(민 19:20; 신 5:22). 신약의 단어로 파네귀리스는 ‘광장에 함께 모임’이란 뜻이다. 축제나 예배를 위해 넓은 장소에서 회합을 의미한다(히 12:23).

## 교파별 총회
주로 장로교회에서 최고의 의결기관이며 법적인 최고의 치리기관이며 여러 청원들을 의결하는 최종적 기관이다.교파별 총회의 구성은 다음과 같다.
- 장로교회 총회 : 각 노회에서 파송한 목사와 장로를 동수로 조직하고 총대는 각 노회 지방의 매 7당회에서 목사 1인, 장로 1인씩 파송하되 노회가 투표 선거하여 개회 2개월 전에 총회 서기에게 송달하고 차점순으로 부총대 몇 사람을 정해 둔다(총회의 조직은 교단마다 차이가 있다). 그리고 전국 노회수 과반의 참석과 회원(목사총대와 장로총대) 각 과반수의 출석으로 개회한다. 주로 9월 중순(셋째 주간)에 소집된다. → '총대'를 보라.

- 감리교회 총회 : 목사 대표들과 그와 같은 수의 평신도 대표들로 조직하되 1,500명 이내로 하며, 그 선택 방법은 총회가 정한다. 총회는 회장 1인(감독회장)과 총회가 닫힌 동안의 일을 처리할 실행부 위원회와 교회사업의 필요에 따라 '국'을 설치한다. 회의는 매 2년마다 9, 10월 중에 개최되고 '감리회장'이 의장이 된다.

- 성결교회(기성) 총회 : 각 지방회에서 선출한 대의원 목사와 장로 동수로 조직하고 세례교인 800명 당 각각 1인씩 파송한다. 총회는 정기와 임시 둘로 구분되는 것이 타교단과 다르다. 정기총회는 매년 6월에 대의원 과반수의 출석으로 개회하며, 임시총회는 임원회의 필요시 또는 회원 3분의 1 이상의 연서 청원으로 총회장이 소집한다.

## 같이 보기
- 노회
- 교파
- 장로교